# ヤニック・ゾーサ
ヤニック・ゾーサ・マンジラ（Yannick Nzosa Manzila, 2003年11月15日 - ）は、コンゴ民主共和国キンシャサ出身のプロバスケットボール選手。ポジションはセンター。

## 経歴

### 生い立ち
コンゴ民主共和国で生まれ育つ。父は中国で働いており、5人の兄妹と共に母に育てられた。また、両親は後に離婚した。サッカーのゴールキーパーをしていたが、12歳の頃に友人と地元のクラブのコーチに誘われバスケを始める。1年後にスペインへ渡ろうとしたが、ビザの発行を拒否され失敗した。

### ユース
2017年にイタリアのアマチュアクラブであるA・S・ステラ・アズーラと契約し、チームメイトからイタリア語を教わった。
2019年にはステラ・アズーラのU-18チームの一員としてアディダス・ネクストジェネレーション・トーナメントの予選であるカウナス・トーナメントに参加し、オールトーナメントチームに選出された。
2019-20シーズン開幕前に、ステラ・アズーラと提携しているロセト・シャークスのユースチームに期限付き移籍した。しかし、トレーニングキャンプを目前に控えた2019年9月6日に、チームに無断で後見人のジョー・ロロンガと共にホテルから逃走。そのままスペインのマラガへ渡り、リーガACBのCBマラガと契約した。ステラ・アズーラはロロンガがゾーサを拉致したとして警察に通報したが、後にゾーサが自身のSNSでこれを否定した。ステラ・アズーラとマラガが自身の保有権を巡り争っていたためプロの試合には出場できず、マラガのユースチームでプレーした。

### CBマラガ
FIBAヨーロッパの仲介もあり保有権がマラガに移り、2021年3月31日にマラガと5年契約を結んだ。契約の途中でNBAやユーロリーグに挑戦できる条項も含まれている。また、ステラ・アズーラには移籍金として25000ユーロが支払われる。
2020-21シーズンからマラガのトップチームに加わった。2020年9月27日のBCアンドラ戦でプロデビューし、10得点・3リバウンド・2ブロックを記録した。この当時16歳10ヶ月であり、リッキー・ルビオ、ルカ・ドンチッチに次いでリーグ史上3人目となる「1試合で10得点以上を記録した16歳」となった。2日後にはULEBユーロカップの試合にも出場した。10月3日のバスケット・マンレサ戦でも10得点を記録。18歳以下の選手がデビューから2試合連続で10得点以上を記録したのはリーグ史上初だった。同月11日のバレンシア・バスケット戦では2得点・4リバウンド・3アシスト・3スティール・4ブロックを記録し、クリスタプス・ポルジンギスが保持していた1試合4ブロックのリーグ史上最年少記録を更新した。シーズン終了後にリーグのオールヤングプレイヤーズチームに選出された。
2021年4月にスポーツヘルニアと診断され、5ヶ月間離脱した。

## 人物
フランス語、リンガラ語、ポルトガル語、イタリア語、スペイン語を話すことができ、英語は現在学習中である。また、スペイン代表でプレーするためにスペイン国籍の取得を目指している。
憧れの選手としてヤニス・アデトクンボを挙げている。